# J. Roy Rowland

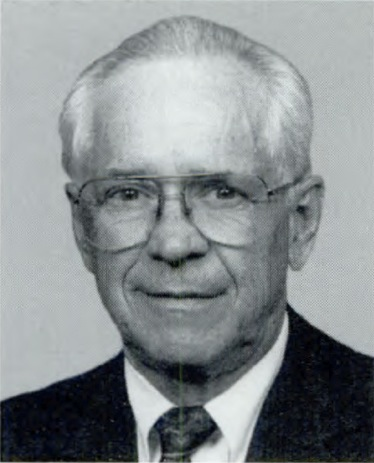
J. Roy Rowland (1993)

James Roy Rowland (* 3. Februar 1926 in Wrightsville,  Georgia; † 25. April 2022) war ein US-amerikanischer Politiker (Demokratische Partei). Zwischen 1983 und 1995 vertrat er den Bundesstaat Georgia im US-Repräsentantenhaus.

## Werdegang
Roy Rowland besuchte die öffentlichen Schulen seiner Heimat einschließlich der Wrightville High School, die er im Jahr 1943 beendete. Im selben Jahr war er auch für kurze Zeit an der Emory School in Oxford. Danach war er während des Zweiten Weltkrieges Feldwebel in der US Army. Nach dem Krieg setzte er seine Ausbildung am South Georgia College in Douglas fort. Zwischen 1946 und 1948 studierte Rowland an der University of Georgia in Athens. Daran schloss sich ein Medizinstudium am Medical College of Georgia in Augusta an, das er im Jahr 1952 abschloss. Danach arbeitete er als Arzt.
Politisch schloss sich Rowland der Demokratischen Partei an. Zwischen 1976 und 1982 saß er als Abgeordneter im Repräsentantenhaus von Georgia. Bei den Kongresswahlen des Jahres 1982 wurde er im achten Wahlbezirk von Georgia in das US-Repräsentantenhaus in Washington, D.C. gewählt, wo er am 3. Januar 1983 die Nachfolge von Billy Lee Evans antrat. Nach fünf Wiederwahlen konnte er bis zum 3. Januar 1995 sechs Legislaturperioden im Kongress absolvieren.
1994 verzichtete Roy Rowland auf eine weitere Kandidatur. In den folgenden Jahren zog er sich aus der Politik zurück.